# Тристиково (Бургаська область)
Три́стиково (болг. Тръстиково) — село в Бургаській області Болгарії. Входить до складу громади Камено.

## Населення
За даними перепису населення 2011 року у селі проживали 389 осіб.
Національний склад населення села:
| Національність   | Кількість осіб | Відсоток |
| ---------------- | -------------- | -------- |
| болгари          | 369            | 96,3%    |
| турки            | 0              | 0%       |
| цигани           | 0              | 0%       |
| інша             | 14             | 3,7%     |
| не визначились   | 0              | 0%       |
| Всього відповіли | 383            |          |

Розподіл населення за віком у 2011 році:
Динаміка населення: